# Лопатки (Україна)
Лопа́тки — село в Україні, у Горностаївській селищній громаді Каховського району Херсонської області. Населення становить 242 осіб. 

## Історія
У лютому 2022 року село тимчасово окуповане російськими військами під час російсько-української війни.

## Основні відомості
Складається з двох вулиць: вулиця Шевченка та вулиця Московська. На вулиці Шевченка знаходиться Дім культури та сільський магазин від УКоопСпілки. Основне зайняття: фермерська діяльність. Також в селі Лопатки знаходиться церква в будівлі колишнього дитсадка.
Початкова школа І ступеня була закрита в 2006 році і нині ця будівля пустує. З тих пір діти з села Лопатки навчаються в сусідньому селі Червоноблагодатне, що знаходиться за 5 кілометрів.

## Населення
Згідно з переписом УРСР 1989 року чисельність наявного населення села становила 240 осіб, з яких 112 чоловіків та 128 жінок.
За переписом населення України 2001 року в селі мешкали 243 особи.

### Мова
Розподіл населення за рідною мовою за даними перепису 2001 року:
| Мова       | Відсоток |
| ---------- | -------- |
| українська | 99,59 %  |
| російська  | 0,41 %   |